# خودروی هیبریدی خفیف

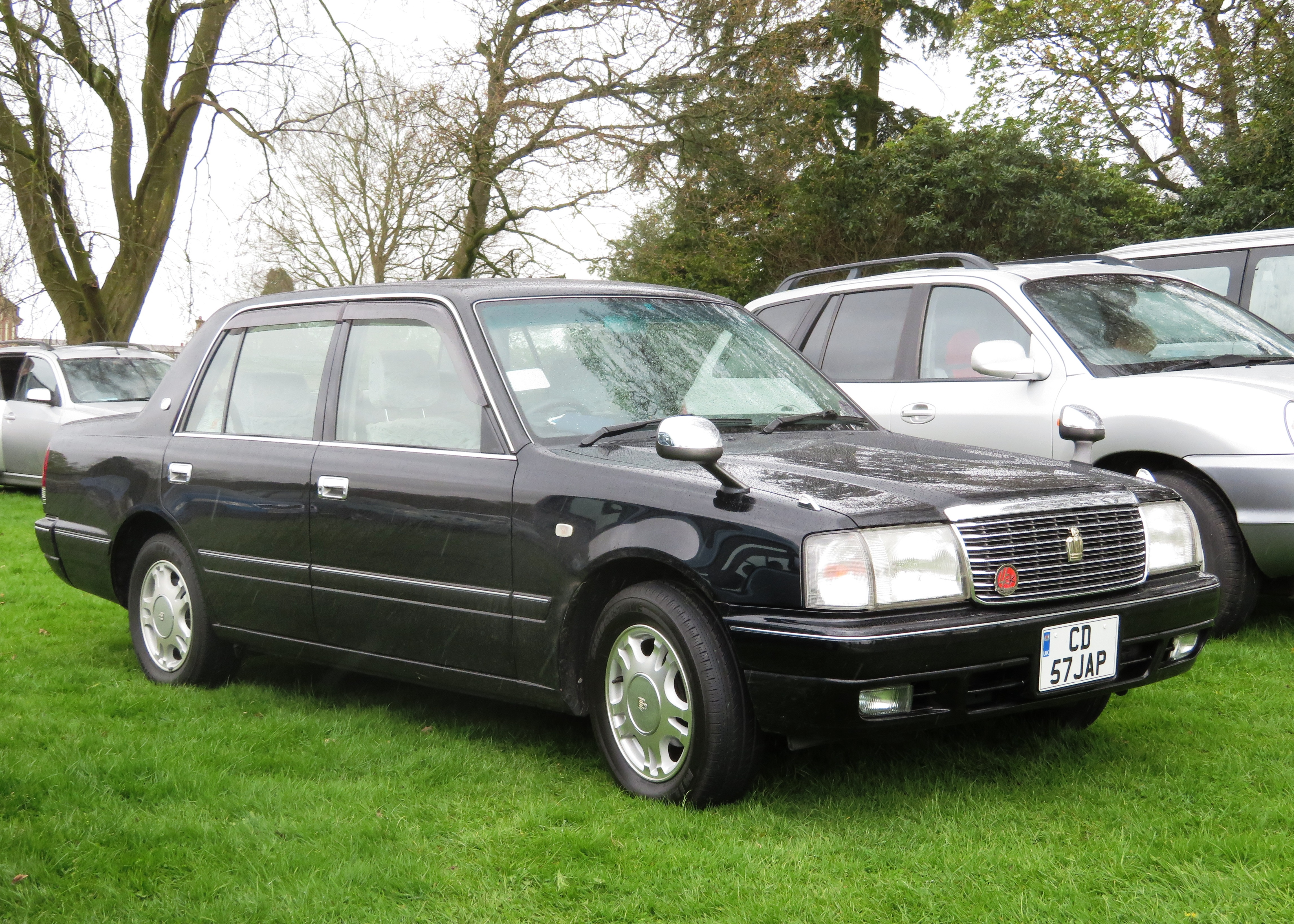
یک خودروی هیبریدی خفیف

خودروی هیبریدی خفیف (انگلیسی: Mild hybrid) یک خودرو با یک موتور درون‌سوز و یک موتور الکتریکی است که به موتور اجازه می‌دهد تا در مواقع حرکت، توقف و ترمز کردن روشن شود و در سایر مواقع خاموش بماند. این خودروها ممکن است از ترمز احیاکننده استفاده کنند.